# Zajezierze (województwo zachodniopomorskie)
Zajezierze (niem. Schönwalde) – wieś sołecka w północno-zachodniej Polsce położona w województwie zachodniopomorskim, w powiecie łobeskim, w gminie Łobez nad jeziorem Nowe Zajezierze. Według danych z 29 września 2014 r. wieś miała mieszkańców 197 mieszkających w 36 domach.

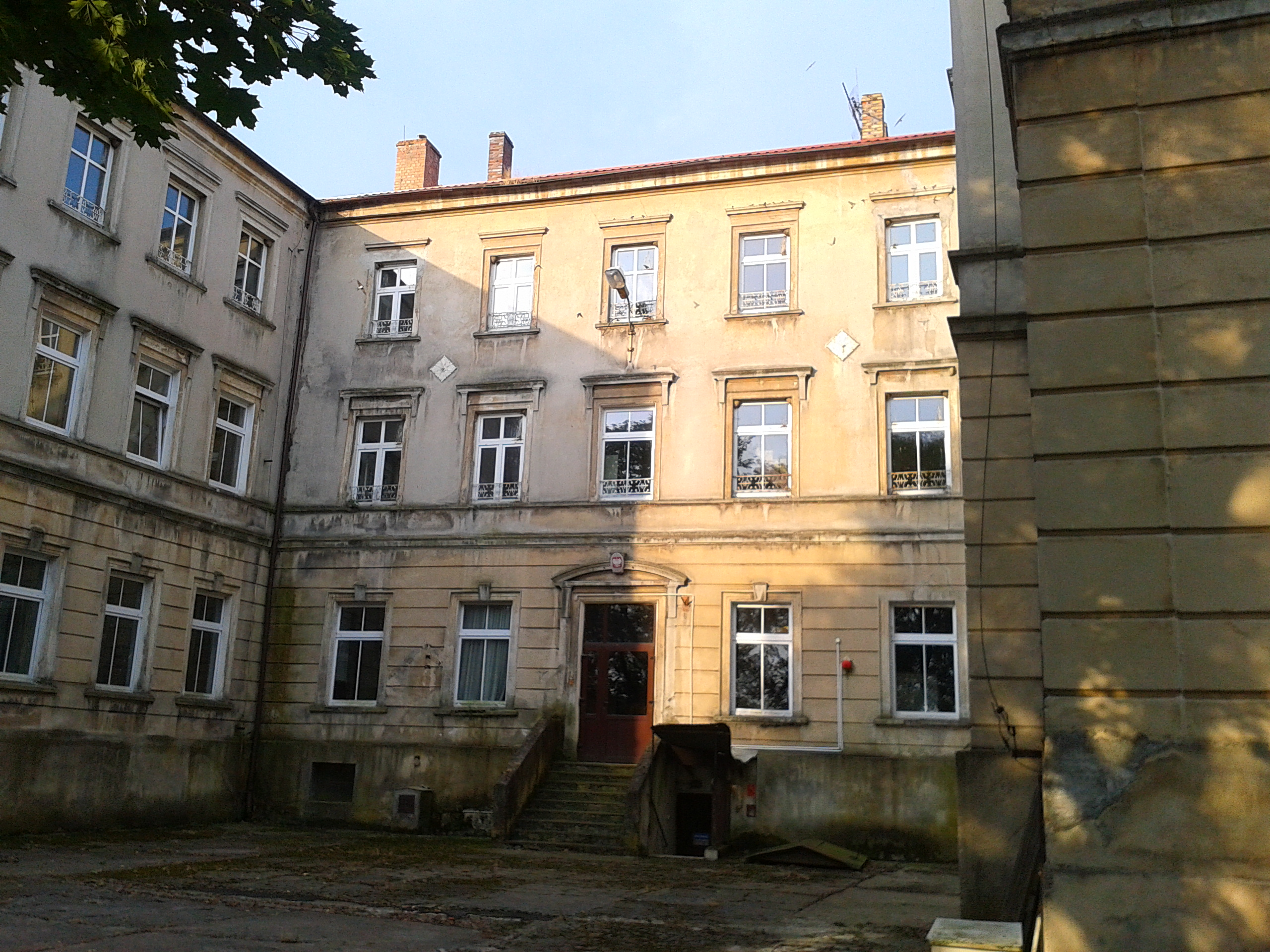
Pałac w Zajezierzu

W latach 1818–1945 wieś administracyjnie należała do powiatu reskiego (Landkreis Regenwalde) z siedzibą do roku 1860 w Resku, a następnie w Łobzie i liczyła mieszkańców w roku 1933 – 401, a w roku 1939 – 377.
W latach 1945–54 siedziba gminy Zajezierze. W latach 1975–1998 miejscowość należała administracyjnie do województwa szczecińskiego.
Drewnianą dzwonnicę z dzwonem wybudowano na miejscowym cmentarzu w roku 1613.
We wsi znajduje się kościół parafialny, którego budowę ukończono 14 grudnia 1845 roku za sprawą Carla Regenspruga, a mistrz ciesielski Kopke kierował pracami przy jego budowie. Kościół zbudowano z kamienia łupanego w stylu neoromańskim. W roku 1845 Georg Theodor Neuman był właścicielem miejscowego folwarku, a w roku 1939 właścicielem był Walter Koller.
W miejscowości znajduje się pałac rodu Borków z XVII w., który to ród był właścicielem wsi od średniowiecza (wybudowali tu warowny zamek) aż do roku 1778, park krajobrazowy przy pałacu, sztuczne jezioro Nowe Zajezierze. Z rodu Borków urodziły się tutaj następujące osoby: Ernst Heinrich, Friedrich Wilhelm i Philippine von Borcke. Nowym właścicielem pałacu został ród Rosenberg-Gruszczyński, którego przedstawicielem był August von Rosenberg-Gruszczyński (1770-1836) i urodzone w Zajezierzu jego córki Doris (1803-1867) i Amanda (1796-1867).

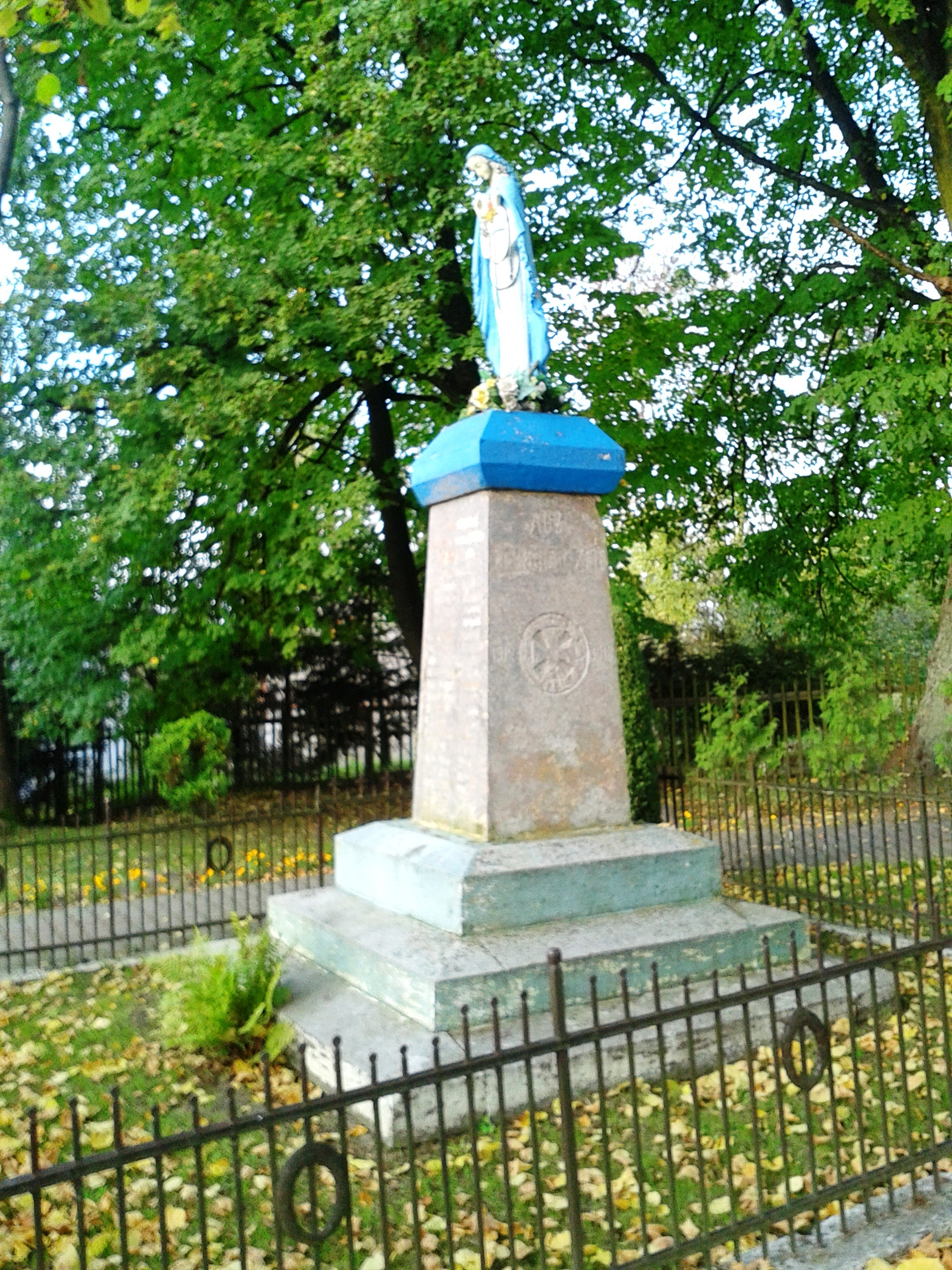
Zajezierze – pomnik mieszkańcom wsi poległych na I wojnie światowej

W miejscowości, tuż obok kościoła znajduje się pomnik poświęcony mieszkańcom wsi poległym na I wojnie światowej, gdzie znane są nazwiska poległych dwóch osób.
W okolicy znajduje się najwyższe w gminie wzgórze morenowe o wysokości 139,3 m n.p.m.